# 庇里牛斯羱羊
庇里牛斯羱羊（学名：Capra pyrenaica pyrenaica）又稱庇里牛斯山北山羊，是西班牙羱羊的四個亞種之一，該物種原生於比利牛斯山脉。曾廣泛分佈於坎塔布里亚山脉、法國南部及北庇里牛斯地區。這個物種在全新世和更新世時期十分常見，並且根據發現的部分頭骨化石，與當時西南歐其他山羊亞種相比，庇里牛斯羱羊的體型普遍較大。
2000年1月，最後一隻庇里牛斯羱羊逝世，標誌著該亞種的滅絕。其他亞種仍然存活，其中包括西班牙西部的格雷多山山羊和西南部的比塞泰山山，而波圖格薩北山羊則早已滅絕。由於庇里牛斯羱羊在科學家尚未對其進行充分研究時便已滅絕，因此該亞種的分類學問題仍具爭議。
儘管經歷了多次失敗的殖株復活嘗試，但在2003年7月，科學家成功通過基因殖株技術於西班牙誕生了一隻殖株羱羊個體。這該研究文章於2009年發表。然而，這隻幼崽在出生幾分鐘後便因肺部缺陷死亡。 庇里牛斯羱羊仍然是唯一一種曾經去滅絕的動物，亦是唯一一個兩次滅絕的亞種。

## 歷史
關於庇里牛斯羱羊進化和遷徙至伊比利半島的過程，學界有多種理論，並且關於不同亞種之間的關聯也存在不同的看法。
其中一種可能性是，庇里牛斯羱羊源自中東高加索羱羊的祖先，並於上次冰期開始時（大約120,000至80,000年前）進化 。庇里牛斯羱羊可能在大約18,000年前的馬格達蓮時期，從北阿爾卑斯山經法國南部遷徙至庇里牛斯山脈。如果這一理論成立，那麼高加索山羊的前庇里牛斯亞種（C. caucasica praepyrenaica）可能與伊比利半島的其他三個山羊亞種相比存在更大的差異。例如，這意味著庇里牛斯羱羊（18,000年前的可能遷徙）與歐洲山羊（C. ibex，早於30萬年前的遷徙）可能來自不同的祖先，並且在形態上與各自的基因更為不同。雖然已知這四個亞種在上更新世共存，但科學家不確定它們之間是否有進行過大量的基因交流。這一理論的問題在於，基因學表明，庇里牛斯羱羊和歐洲山羊可能共享更為相近的祖先。
有關庇里牛斯羱羊或歐洲山羊何時首次遷徙並在伊比利半島進化的理論版本多樣。庇里牛斯羱羊可能在歐洲山羊遷徙阿爾卑斯山脈之前，就已經在伊比利半島生活。基因證據也支持這一理論，表明多個山羊亞種可能在同一時期遷徙至伊比利半島。雖然雜交現象是有可能的，但相關結果尚無定論。

## 身體特徵
庇里牛斯羱羊的毛發隨季節變化，夏季時毛發較短，冬季則會變長且變厚。牠們脖部的毛發全年保持較長。雄性和雌性羱羊在顏色、毛發和角形上有所區別。夏季時，雄性羱羊呈現褪色的灰褐色，並且在身體的多處，如鬃毛、前腿和額頭上有黑色的裝飾。冬季時，雄性毛色變得較為單調，灰褐色轉變為暗灰色，之前的黑色斑點也變得黯淡。雌性羱羊的毛色則始終是棕色，像鹿一樣，並且不像雄性那樣有黑色的裝飾。年幼的羱羊在出生的第一年會呈現與雌性相似的毛色。
雄性羱羊擁有大而粗壯的角，角呈現出向外、向後再向外、向下，然後向內、向上的弯曲形狀。角的表面有脊，這些脊隨著年齡的增長逐漸發展，通常每一條脊代表一年的成長，因此角的脊數可以用來推算羱羊的年齡。雌性羱羊的角較短且呈圓柱形。庇里牛斯羱羊主要以草類和藥草為食。
庇里牛斯羱羊會根據季節進行遷徙。春季時，雌性通常會與雄性分開，選擇更為隱蔽的地區待產。羱羊的幼崽通常在五月出生，通常一次只產下一隻。在冬季，羱羊會遷徙到不被雪覆蓋的山谷，這些山谷讓它們即使在季節變換中也能繼續覓食。

## 棲息地
庇里牛斯羱羊曾廣泛分布於法國、葡萄牙、西班牙比利牛斯山脉及周邊地區，包括巴斯克地區、納瓦拉、阿拉貢北部和加泰羅尼亞北部，和安道爾的部分地區，但在伊比利半島的北部地區較為罕見。許多亞群體生活在延伸至西班牙和葡萄牙的山區。
最後一隻庇里牛斯羱羊在中部和東部的庇里牛斯山脈地區被發現，主要分佈在低於1,200米（3,940英尺）的高地。然而，在法國南部及周邊地區，羱羊則出現於海拔350至925米（1,150至3,030英尺）至1,190至2,240米（3,900至7,350英尺）之間。
庇里牛斯羱羊通常生活在岩石地帶，這些地方有懸崖和樹木，並夾雜著灌木或松樹。然而，在農田或伊比利半島海岸的各個地區，亦存在適合它們棲息的小塊岩石區域。

## 滅絕

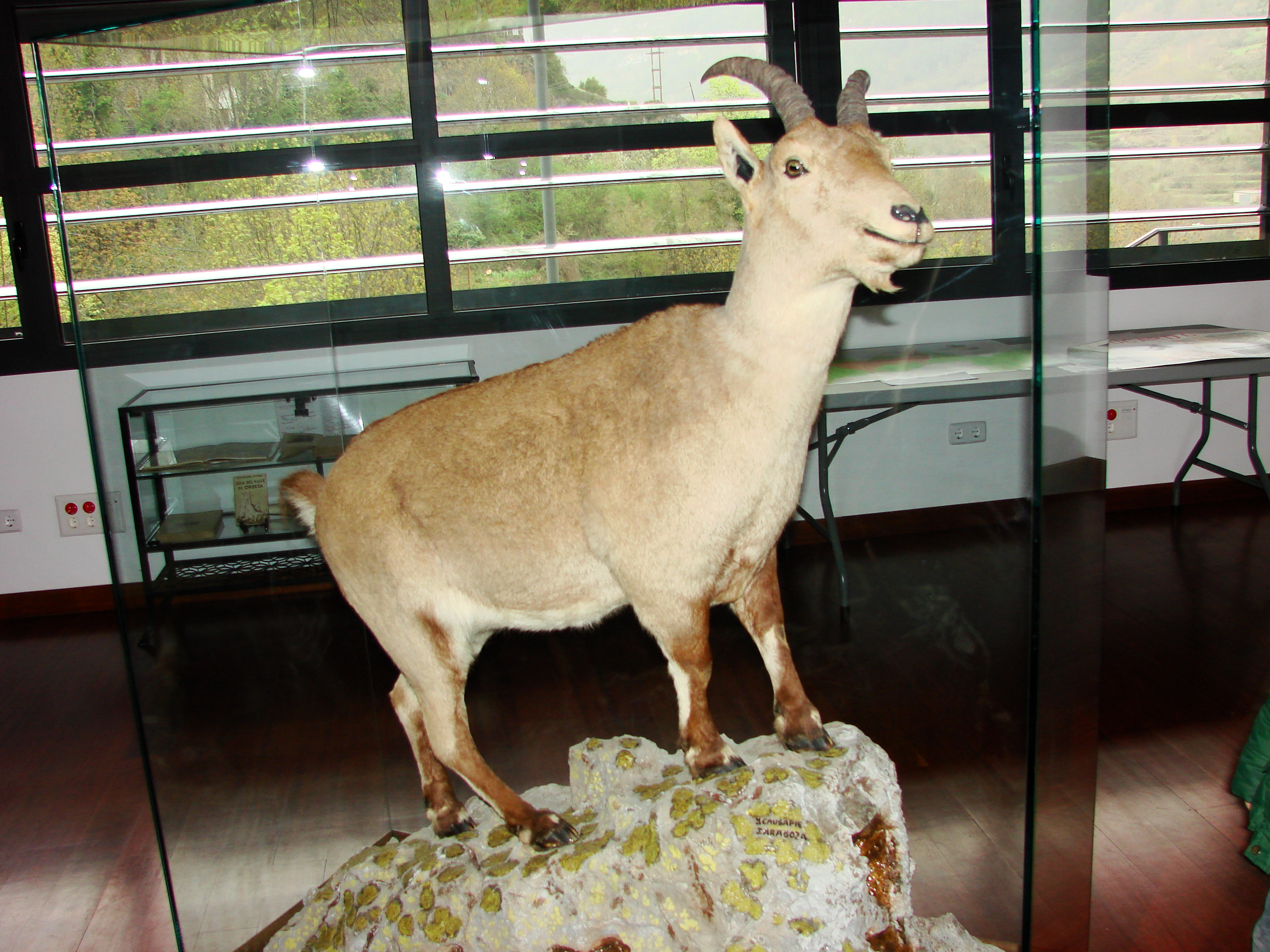
塞莉亞（Celia）的標本。

庇里牛斯羱羊在14世紀之前數量繁盛，據估計，其種群最高峰時曾達到50,000隻。然而，由於持續的狩獵壓力，其數量在19和20世紀急劇下降。到1900年，庇里牛斯羱羊的數量已減少至不到100隻，自1910年起，其數量從未超過40隻。至20世紀下半葉，僅存的一小群個體棲息於西班牙奧爾德薩和佩爾迪多山國家公園。
庇里牛斯羱羊的滅絕原因尚未完全明確，與家畜及野生有蹄類的競爭可能是庇導致里牛斯羱羊滅絕的原因之一。該物種的棲息地與羊、家山羊、牛和馬重疊，尤其是在夏季當其活動於高山草場時，導致了物種間競爭和過度放牧，特別是在乾旱年份對庇里牛斯羱羊的影響尤為嚴重。此外，非本地野生有蹄類的引入（如卡索爾拉、塞古拉與拉斯維拉斯自然公園中的梅花鹿與野山羊）進一步加劇了放牧壓力，並增加了本地及外來疾病的傳播風險。而另一些假設認為，其滅絕可能與食物競爭、疾病感染以及盜獵等因素相關。
最後一隻庇里牛斯羱羊是一隻名為塞莉亞（Celia）的雌性個體，於2000年1月6日被發現死亡，死因為被倒下的樹木壓死。

## 殖株實驗
庇里牛斯羱羊的最後一隻個體塞莉亞在生前曾於耳部採集皮膚活檢樣本，並進行氮氣冷凍保存。2000年，美國生物技術公司Advanced Cell Technology, Inc.（ACT）宣布，西班牙政府將允許其使用這些樣本嘗試殖株塞莉亞ACT計劃與其他科學家合作，通過核轉移技術進行殖株。
由於山羊的生殖生物學較為成熟，且其妊娠期僅五個月，相較於瀕危的印度野牛等物種，殖株庇里牛斯羱羊的難度預期較低。此外，殖株技術僅適用於某些已滅絕的動物，因為成功殖株後仍需合適的代孕母體來孕育個體。ACT與阿拉貢政府達成協議，未來誕生的殖株庇里牛斯羱羊將被歸還至其原生棲息地。
然而，殖株計劃揭示了一個重大問題：即便成功生產健康的雌性庇里牛斯羱羊，亦無可交配的雄性個體，導致復育種群變得極為困難。要重建一個可行的種群，需來自多個個體的基因樣本，以確保遺傳多樣性。這對於通過殖株技術復原滅絕物種構成了一大障礙。一種可能的解決方案是讓塞莉亞的殖株後代與其他亞種雄性交配，儘管這將導致後代並非純種庇里牛斯羱羊。另一種更具挑戰性的方案則是透過基因工程技術，移除塞莉亞殖株體的X染色體，並引入其他亞種的Y染色體，以創造雄性個體。然而，該技術尚未實現，其可行性及對細胞的影響亦未明確。
該殖株計劃由三個科學團隊主導，包括兩個西班牙團隊與一個法國團隊。其中，西班牙的薩拉戈薩團隊由荷西·福爾奇（Jose Folch）博士領導，隸屬阿拉貢食品技術與研究中心。另一支西班牙團隊則來自馬德里的國家農業與食品研究所。這項研究由阿拉貢政府的食品與農業研究服務（Servicio de Investigación Agroalimentaria del Gobierno de Aragón）及西班牙國家農業與食品技術研究所協調進行，並獲得法国国家农业研究院（INRA）參與支持。
研究人員從塞莉亞的體細胞中提取樣本，並將其與去核的家山羊卵母细胞融合，以去除所有家山羊DNA，確保殖株個體的遺傳物質完全來自庇里牛斯羱羊。隨後，重組胚胎被植入家山羊體內作為代孕母體。首次殖株嘗試未能成功。在285個重組胚胎中，54個被植入12隻羱羊及羱羊-山羊雜交個體體內，僅有兩個胚胎存活超過兩個月，隨後亦告夭折。
2003年7月30日，一隻殖株庇里牛斯羱羊成功誕生，但僅存活數分鐘便因肺部缺陷死亡 。研究顯示，該殖株個體患有肺不張與肺隔離症，並在左肺發現多餘的葉。儘管面臨挫折，研究團隊仍持續進行研究，嘗試利用塞莉亞的殖株細胞培育混血後代。目前，這些細胞仍被冷凍保存，以供未來研究之用。

## 另見
- 去滅絕
- 殖株動物名單（英语：List_of_cloned_animals）
- 復活物種列表（英语：List_of_resurrected_species）

### 註解
1. ↑  在阿拉貢語和西班牙语中被稱為bucardo，在巴斯克語中稱為bukardo，加泰罗尼亚语中稱為herc，法語中則稱為bouquetin。
2. ↑  根據福爾奇等人（2009）的研究，該殖株體在出生後存活了「幾分鐘」或「一些分鐘」。其他來源則給出了更具體的估計，稱該殖株體在出生後存活了七分鐘[6]或十分鐘[4] 後死亡。

### 來源
1. 1 2  Herrero, J.; Pérez, J.M. . The IUCN Red List of Threatened Species. 2008, 2008: e.T3798A10085397. doi:10.2305/IUCN.UK.2008.RLTS.T3798A10085397.en .
2. ↑  . National Geographic Society. 2013-03-06  [2025-03-21]. （原始内容存档于2021-02-17）.
3. 1 2  Folch, José; Cocero, María Jesús; Chesné, Patrick; Alabart, J. L.; Domínguez, Verónica; Cognié, Yves; Roche, Alberto; Fernández-Árias, Alberto; Martí, José Ignacio; Sánchez, P.; Echegoyen, E.; Beckers, Jeane François; Sánchez Bonastre, Armand; Vignon, Xavier. . Theriogenology. 2009, 71 (6): 1026–1034. PMID 19167744. doi:10.1016/j.theriogenology.2008.11.005 .
4. 1 2 3  Zimmer, Carl. . 《國家地理》. April 2013  [2019-11-17]. （原始内容存档于2017-01-19）.
5. ↑  Carl Zimmer. . 《國家地理》. 2013-11-27  [2025-03-21]. （原始内容存档于2025-04-24） （中文（臺灣））.
6. 1 2 3  Gray, Richard; Dobson, Roger. . 《每日電訊報》. 2009-01-31  [2019-11-17]. （原始内容存档于2014-12-27）.
7. 1 2 3 4 5 6  García-González, Ricardo. . Comptes Rendus Palevol. 2012-05-12, 11 (4): 241–249. Bibcode:2012CRPal..11..241G. doi:10.1016/j.crpv.2011.12.006 . hdl:10261/65768 .
8. 1 2 3 4  . The Sixth Extinction.   [2012-10-25]. （原始内容存档于2012-06-27）.
9. ↑  Fandos, Paulino. . Madrid: ICONA–CSIC. ISBN 84-85496-90-6 （西班牙语）.
10. ↑  Martínez Martínez, Teodora.  (学位论文). 馬德里康普頓斯大學. 2002. hdl:20.500.14352/63062  （西班牙语）.
11. ↑  Fandos, P.; Reig, S. . B. Bobek; K. Pierzanowski; W. Regelin  (编). . Krakow & Warsaw: Świat. 1992: 139–140. ISBN 83-85597-02-6.
12. ↑  Pérez, Jesús M.; Granados, José E.; Soriguer, Ramón C.; Fandos, Paulino; Márquez, Francisco J.; Crampe, Jean P. . Mammal Review. 2002-04-30, 32 (1): 26–39. doi:10.1046/j.1365-2907.2002.00097.x. hdl:10261/62905 .
13. ↑  Pollack, Andrew. . 《紐約時報》. 2000-10-09: 16  [2021-03-11]. （原始内容存档于2023-04-08）.
14. ↑  Choi, Charles Q. . 《國家地理》. 2009-02-10  [2012-10-21]. （原始内容存档于2009-02-14）.
15. ↑  Piña-Aguilar, Raul Eduardo; López-Saucedo, Janet; Sheffield, Richard; Ruiz-Galaz, Lilia Ivone; Barroso-Padilla, Jose de Jesús; Gutiérrez-Gutiérrez, Antonio. . Cellular Reprogramming. 2009-09-14, 11 (3): 341–346. PMID 19594389. doi:10.1089/clo.2009.0026.

### 書目
- Burton, Adrian. . Frontiers in Ecology and Enviroment. 2022-09-01, 20 (7): 444. doi:10.1002/fee.2558 .
- Kupferschmidt, Kai. . Science. 2014-04-11, 344 (6180): 137–138. doi:10.1126/science.344.6180.137 .
- Villalta, M.; Folch, J.; Alabart, J. L.; Fernández-Arias, A. . Theriogenology. January 1997, 47 (1): 410. doi:10.1016/S0093-691X(97)82537-X.

## 外部連結
- Profile at The Sixth Extinction Website